# Tout ou rien (film, 1964)
Pour les articles homonymes, voir Tout ou rien (homonymie).
Tout ou rien (Nothing But the Best) est un film britannique réalisé en 1964 par Clive Donner. 

## Synopsis
Jimmy Brewster n'est qu'un modeste employé mais obsédé qu'il est par l'ascension sociale, il ne saurait se contenter d'une situation aussi médiocre. Pour assurer sa réussite, il y a d'un côté les conseils avisés de son mentor Charlie Prince et de l'autre... Ann, la fille du directeur de la société immobilière qui l'emploie, qu'il compte bien épouser.

## Fiche technique
- Titre français : Tout ou rien[1]
- Titre original : Nothing but the Best
- Réalisation : Clive Donner
- Assistant réalisateur : Peter Price
- Scénario : Frederic Raphael d'après la nouvelle « The Best of Everything » de Stanley Ellin parue en septembre 1952 dans Ellery Queen's Mystery Magazine
- Scripte : Helen Whitson
- Directeur de la photographie : Nicolas Roeg (Eastmancolor)
- Cadreur : Alex Thomson
- Musique : Ron Grainer
- Montage : Peter Tanner
- Décors : Reece Pemberton
- Costumes : Sally Jacobs
- Ingénieurs du son : Robert Allen, Len Abbott
- Montage son : Dino Di Campo
- Montage : Fergus McDonell
- Producteur : David Deutsch
- Producteur associé : George Willoughby
- Société de production : Domino Productions
- Sociétés de distribution :
  -  Royaume-Uni : Anglo-Amalgamated
  -  France : Mac-Mahon Distribution
- Pays de production : USA - Royaume-Uni
- Langue : Anglais Mono
- Ratio écran : 1.37:1
- Format : 35 mm
- Durée : 99 minutes
- Date de sortie :
  - France : 15 décembre 1965[1]

## Distribution
- Alan Bates : Jimmy Brewster
- Denholm Elliott : Charlie Prince
- Harry Andrews : Mr. Horton
- Millicent Martin : Ann Horton
- Pauline Delaney : Mrs. March
- Geoffrey Quigley : Coates
- Alison Leggatt : Mrs. Brewster
- Lucinda Curtis : Nadine
- Nigel Stock : Ferris
- James Villiers : Hugh
- Drewe Henley : Dennis
- Avice Landon : Mrs. Horton
- Ernest Clark : Roberts
- William Rushton : Gerry
- Peter Madden : l'ancien politicien